# Johann Koenigsberger
Johann Georg Koenigsberger (* 7. Mai 1874 in Heidelberg; † 3. Dezember 1946 in Freiburg im Breisgau) war ein deutscher Physiker, Mineraloge und Mitglied des badischen Landtages.

## Leben
Nach Besuch des Gymnasiums in Heidelberg absolvierte Koenigsberger von 1892 bis 1897 ein Studium der Naturwissenschaften und Mathematik in Heidelberg, Berlin und Freiburg. 1897 promovierte er in Berlin und arbeitete als Assistent am Physikalischen Institut in Freiburg. Drei Jahre später habilitierte er sich und war anschließend von 1904 bis 1935 planmäßiger außerordentlicher Professor für mathematische Physik. Als Kriegsfreiwilliger kämpfte er von 1914 bis 1916 und wurde mit dem Eisernen Kreuz II. Klasse ausgezeichnet, bevor er wegen eines Gehörschadens ausgemustert wurde. Koenigsberger engagierte sich auch im politischen Geschehen und vertrat von 1919 bis 1921 die SPD im Landtag der Republik Baden.
Da Koenigsberger ein republikanischer Abgeordneter im badischen Landtag und jüdischer Abstammung war, wurde er 1933 von seinem Lehrstuhl suspendiert und 1934 von der Albert-Ludwigs-Universität Freiburg entlassen. Nach Ende der NS-Diktatur wurde er 1946 wieder als Professor eingesetzt und setzte seine theoretische Forschungsarbeit unter Schwierigkeiten bis zu seinem Tod fort.
Koenigsberger war insbesondere bekannt für seine Arbeiten über die magnetischen Eigenschaften von Mineralien. Zu seinen Ehren wurde das erstmals durch ihn beschriebene Verhältnis von remanenter und induzierter Magnetisierung als Koenigsberger-Faktor bekannt.

## Werke
- Die zentralalpinen Minerallagerstätten der Schweizer Alpen – Basel. Wepf, 1972, Unveränd. Neudr.
- Die Mineralienfunde der Schweizer Alpen, 1952 (ursprünglich 2 Bände mit Paul Niggli, erschien 1940, bereits 1960 vergriffen, 1973 erschien die dritte Auflage, bearbeitet von Hans Anton Stalder, Francis de Quervain, Ernst Niggli und St. Graeser)